# Unteres Tor (Weiden in der Oberpfalz)

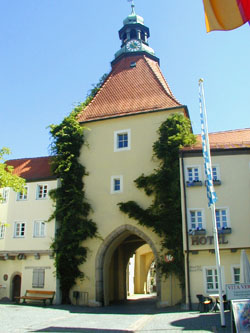
Unteres Tor in Weiden in der Oberpfalz

Das Untere Tor ist ein Stadttor im Osten der Weidener Altstadt und somit ein Teil der Weidener Stadtbefestigung. An der Stelle wurde erstmals um 1350 ein Stadttor errichtet, die heutige Form stellt jedoch den Neubau aus dem Jahr 1635 dar.

## Geschichte
Das untere Tor entstand etwa im Jahr 1350 mit dem Bau der mittelalterlichen Stadtmauer. Eine Urkunde von Karl IV aus dem Jahr 1347 überliefert, dass die Stadt Weiden befestigt werden soll. Spätestens seit diesem Zeitpunkt besteht das Untere Tor. Im Jahr 1635 im Dreißigjährigen Krieg wurde das Tor durch feindlichen Beschuss stark beschädigt, weshalb ein Neubau, welcher weitgehend die heutige Form darstellt, gebaut wurde. Mit dem Errichten von Erdwällen wurden zudem zwei Zugbrücken vor dem Tor errichtet. Mit dem Abbau der Schanzen ab dem Jahr 1715 wurde der Erdwall zurückgebaut und nur noch eine Zugbrücke benötigt. Diese Holzbrücke wurde 1782 durch eine Steinbrücke ersetzt. Am Ende des Zweiten Weltkrieges wurde das Tor durch einen amerikanischen Panzer beschädigt. Dadurch wurde im Jahr 1955 ein Fußgängerdurchgang geschaffen.

## Aufbau

### Aufbau um 1700

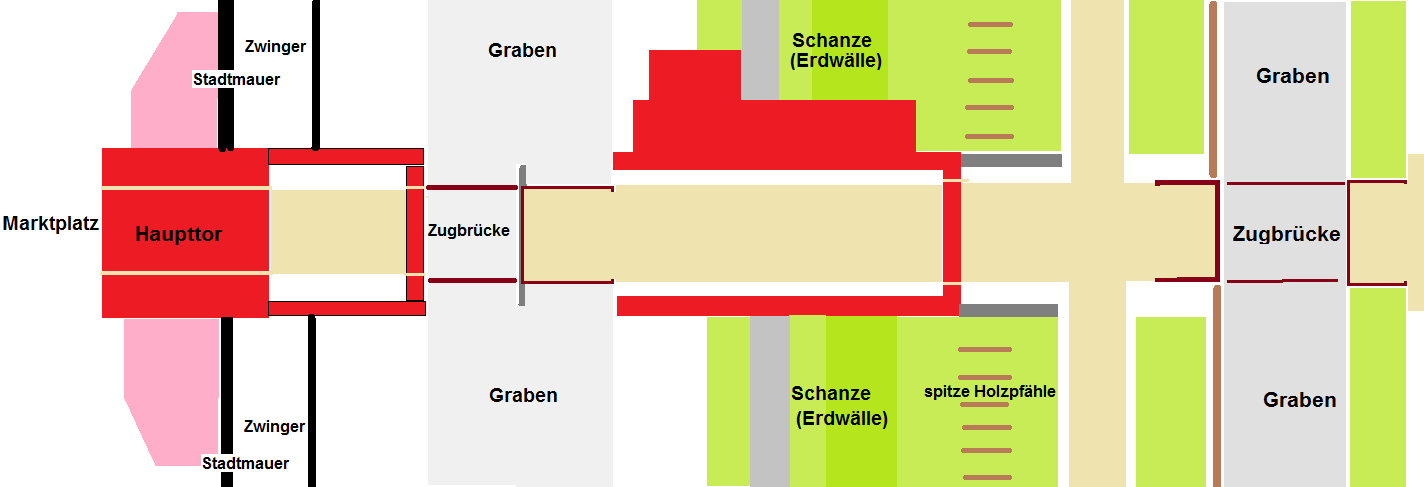
Unteres Tor mit Erdwällen um 1700

Im Dreißigjährigen Krieg wurden um die Stadt Weiden große Erdwälle errichtet. In diese Schanzen musste auch das Untere Tor mit einbezogen werden. Der massive Torturm und das kleine Vortor blieben bestehen. Vor diese wurde ein Graben gezogen, der mit einer Zugbrücke überwunden wurde. Danach kam die Schanze und wiederum ein Graben mit einer Zugbrücke.

### Aufbau um 1715
Ab 1715 wurde der Wall abgetragen und man stellte vor dem Graben mit Zugbrücke Palisaden in Dreiecksform auf. Statt eines Steintors wurden nun zwei Holztore an zwei verschiedenen Seiten angebracht. An deren Spitze gab es ein kleines Wächterhäuschen. Innerhalb der Palisaden standen zwei Gebäude, die bereits vor dem Umbau existierten.

### Heutiger Zustand
Heute ist das Untere Tor das einzige erhaltene von 8 Stadttoren, da das heutige Obere Tor ein Neubau von 1911 ist. Trotzdem ist ein niedriges Vortor, welchem im Jahr 1955 ein Fußgängerdurchgang hinzugefügt wurde, und ein massiver Torturm erhalten. Diesem wurde in der Barockzeit eine Haube mit Uhr aufgesetzt, welche bis heute als Dachabschluss dient. Zwischen dem Vortor und dem Haupttor hängt seit dem Jahr 1915 ein Nagelkreuz.

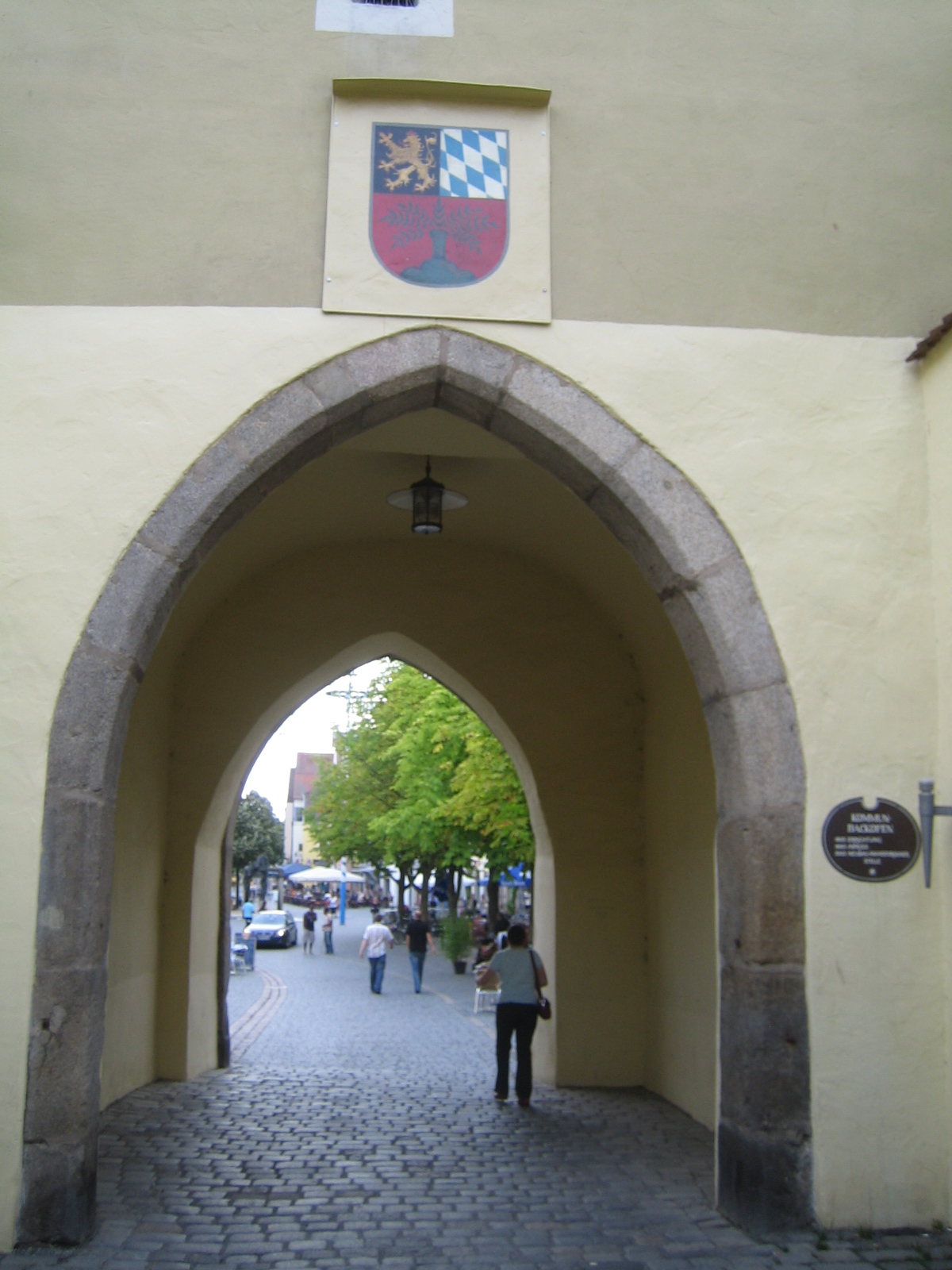
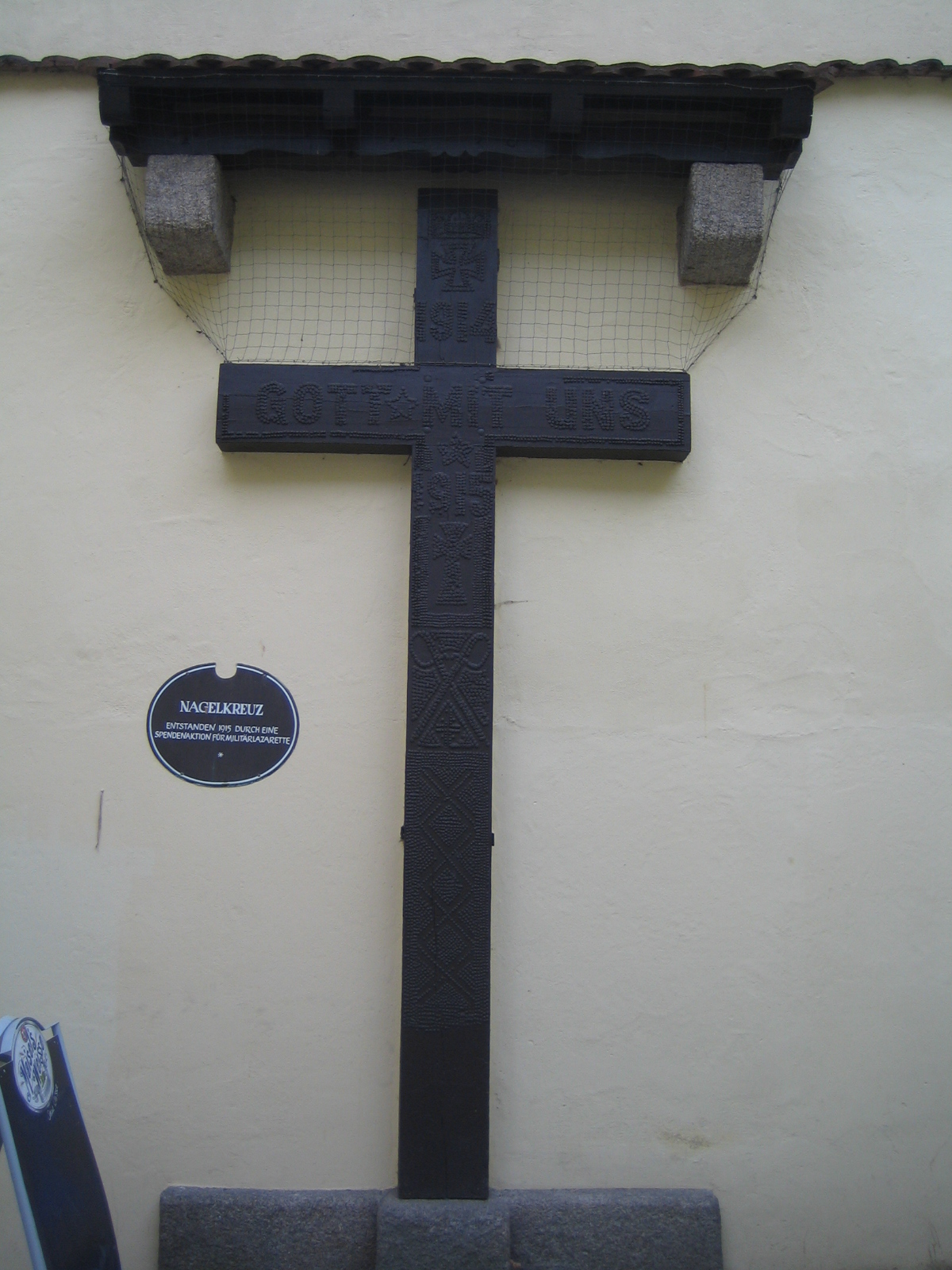
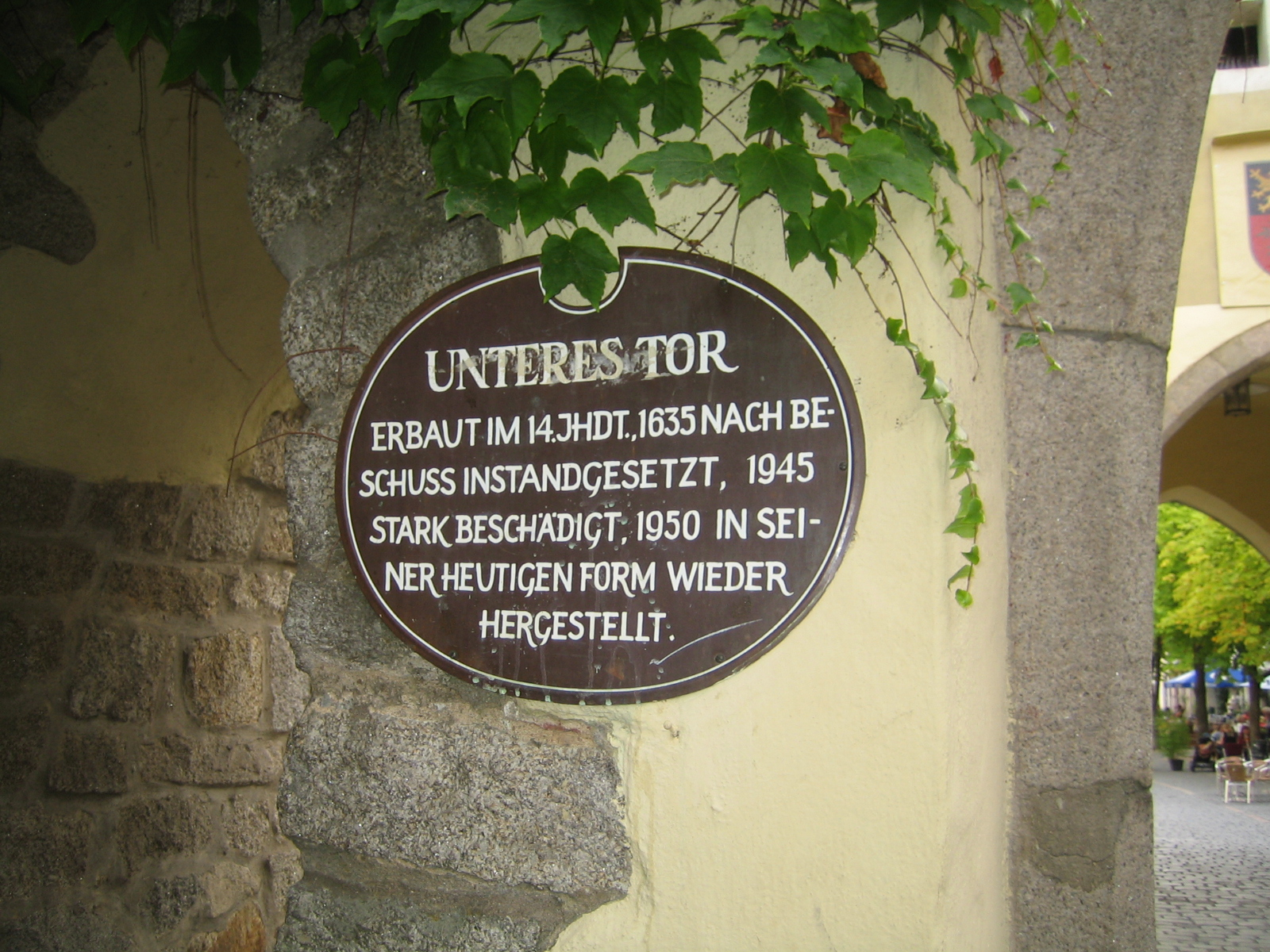
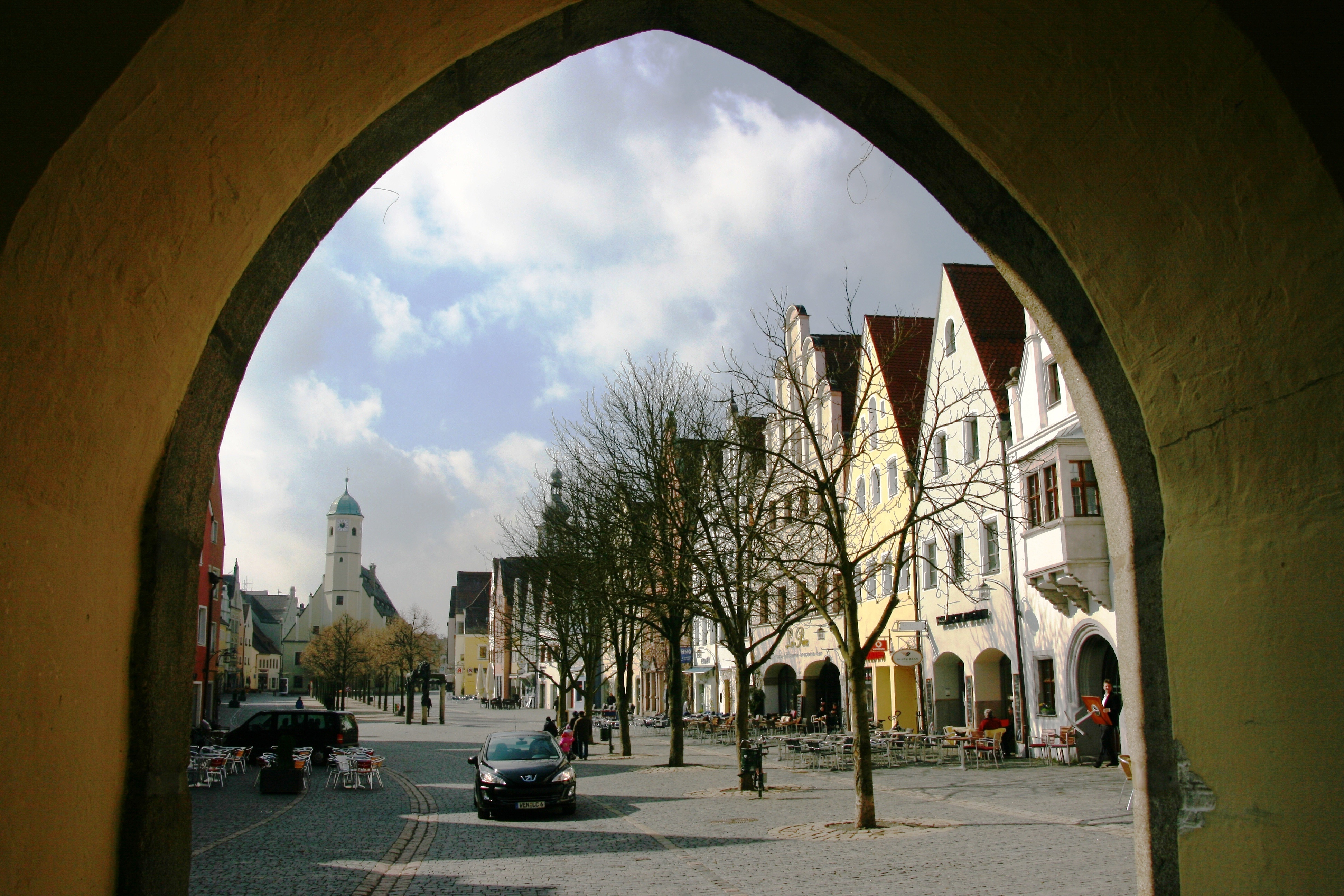
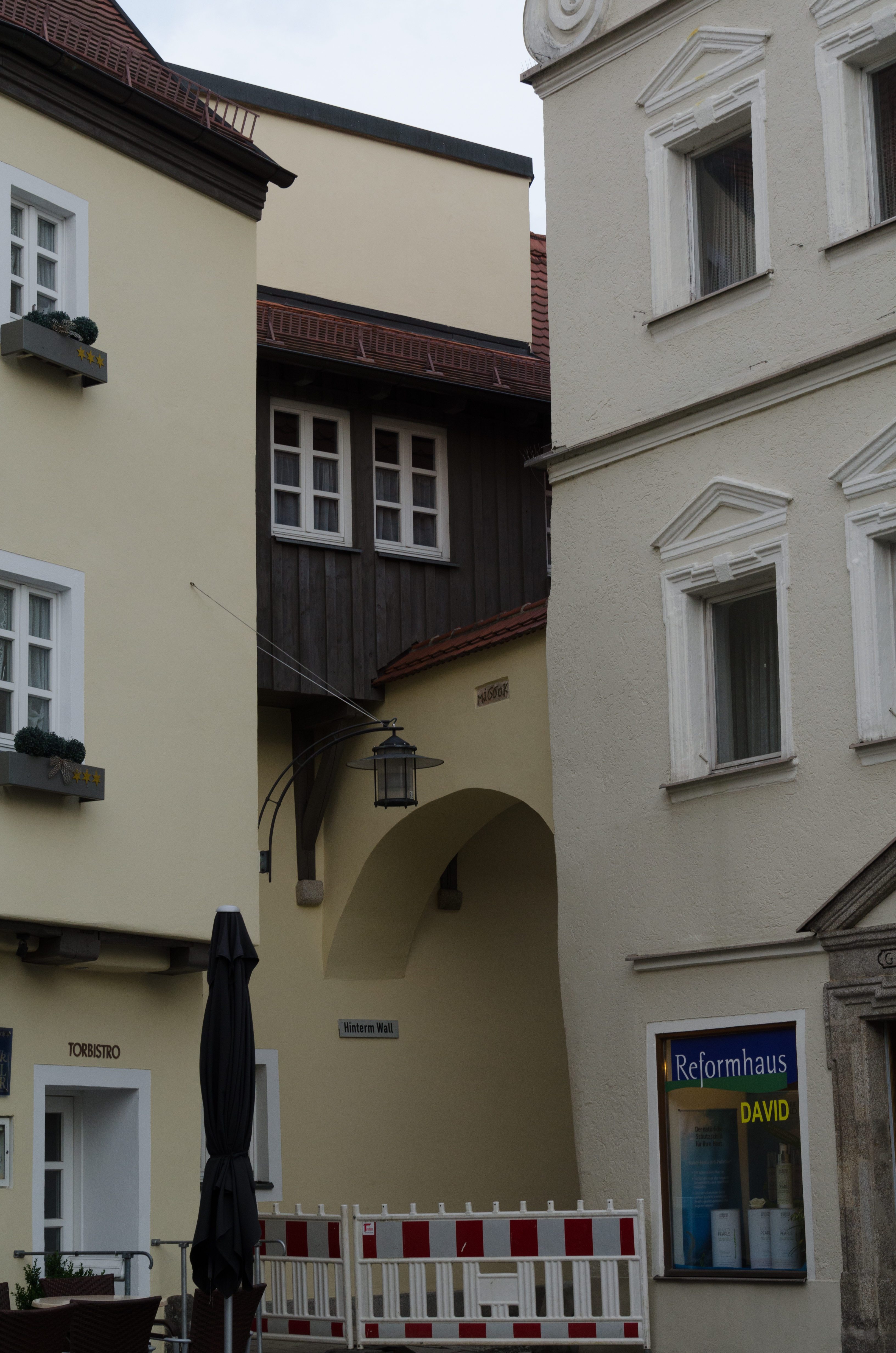
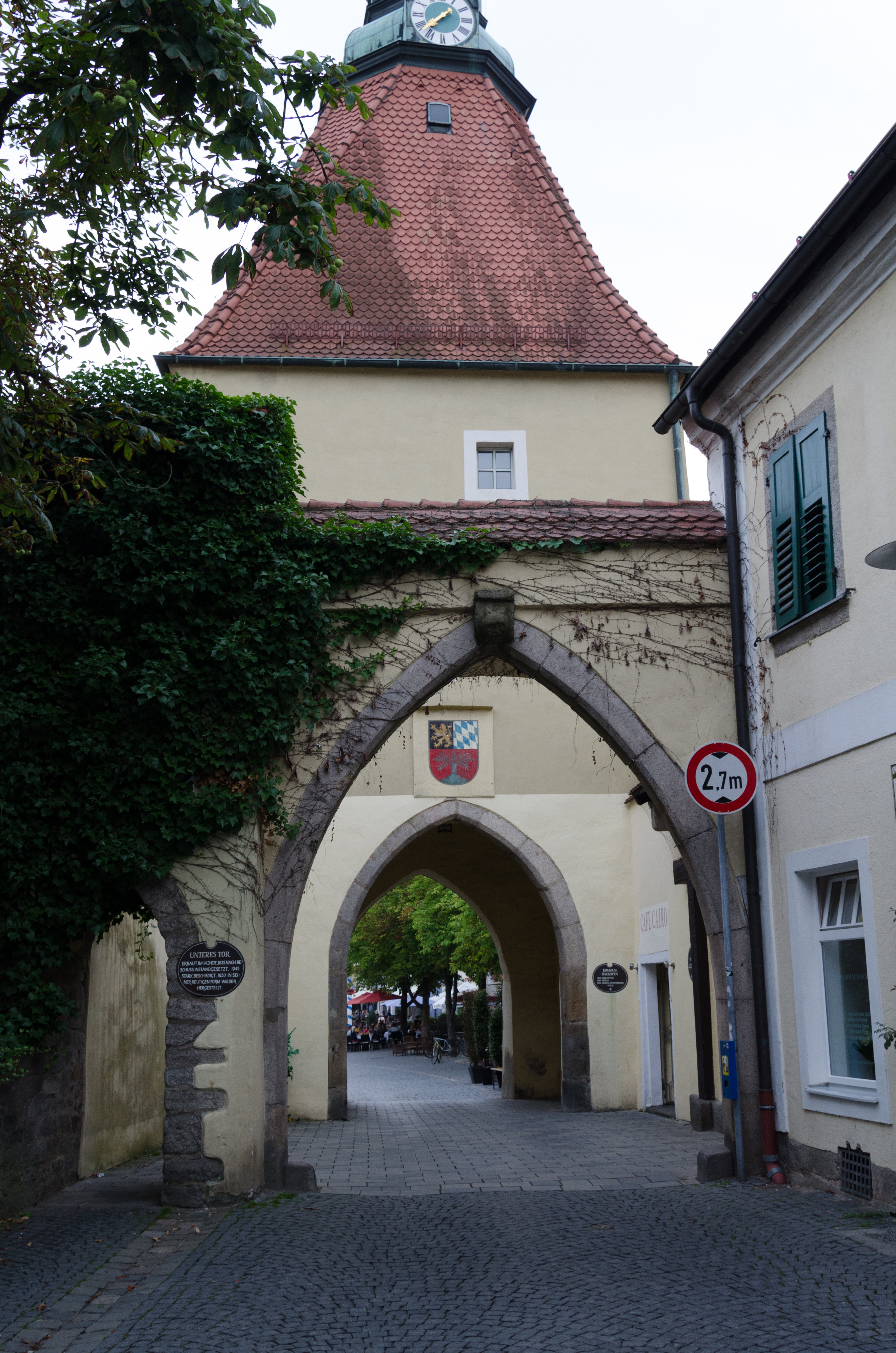

| Lage                        | Objekt        | Beschreibung | Akten-Nr.      | Bild           |
| --------------------------- | ------------- | --- | -------------- | -------------- |
| Schlörplatz 1 a (Standort)  | Torbierstübl  | Mit vorkragendem Obergeschoss, im Kern 16. Jahrhundert, modernisiert; Pendant zu Nr. 38                                                                                                  | D-3-63-000-137 | Torbierstübl   |
| Unterer Markt 38 (Standort) | Torwärterhaus | Dreigeschossiger Traufseitbau über unregelmäßigem Grundriss, mit Satteldach und vorkragenden, verputzten Fachwerkobergeschossen, im Kern 2. Hälfte 16. Jahrhundert, Westfassade erneuert | D-3-63-000-141 | Torwärterhaus  |
| Unterer Markt 36 (Standort) | Unteres Tor   | Torturm 14. Jahrhundert, Dachaufbau zweite Hälfte des 17. Jahrhunderts; außen vorgeschoben ein Vortor; vgl. auch Ensemble Schlörplatz                                                    | D-3-63-000-140 | weitere Bilder |